# Pułk Piechoty im. Francesco Nullo

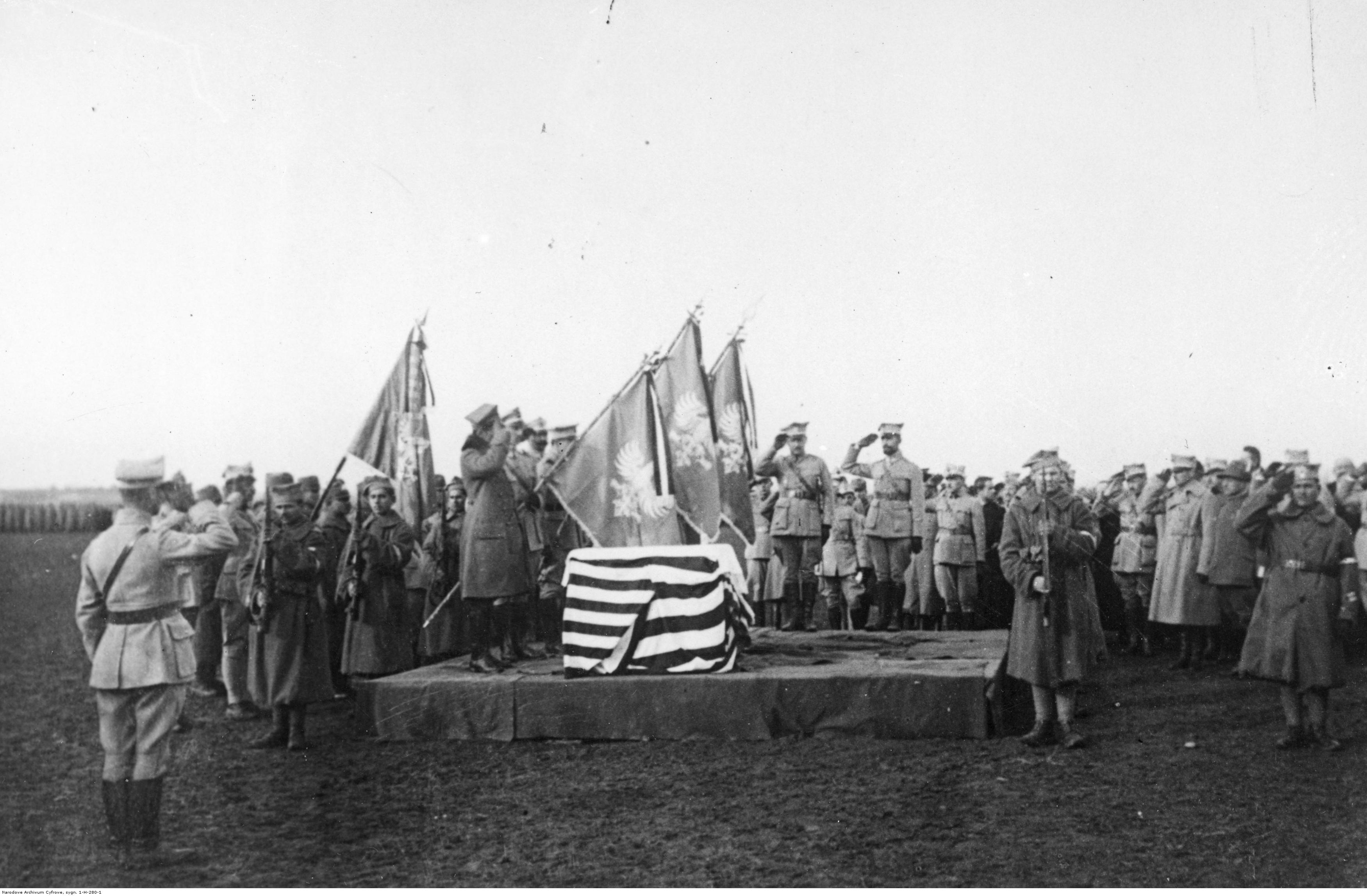
Obóz wojskowy w La Mandria: poświęcenie 4 sztandarów – daru miast włoskich

Pułk Piechoty im. Francesco Nullo – oddział piechoty sformowany  we Włoszech w 1918 roku, w ramach Armii Polskiej we Francji, z jeńców armii austro-węgierskiej narodowości polskiej.

## Formowanie i zmiany organizacyjne
W ostatnich dniach grudnia 1918 i na początku stycznia 1919 w obozie La Mandria zorganizowano 12 kompanijny pułk piechoty im. Francesco Nullo. Organizatorem i jego pierwszym dowódcą został por. Stefan Kluczyński, zaś dowódcami batalionów por. Piotr Sosialuk, por. Kałuski i por. Walczak.
Żołnierze kwaterowali w hangarach lotniczych po 400 osób w każdym. Tworzone pododdziały w zasadzie nie posiadały uzbrojenia, stąd też szkolenie ograniczało się do ćwiczeń gimnastycznych i musztry.

13 lutego 1919 pułk otrzymał sztandar ufundowany przez miasta Bergamo i Mediolan. W czasie wręczenia obecny był między innymi włoski generał Michele Eraldo Rho. O uroczystości wręczenia sztandar obszerne wzmianki zamieściły gazety turyńskie i mediolańskie.
18 lutego 1919 pododdziały pułku wyjechały do Francji trzema transportami kolejowymi. II batalion (5 oficerów i 250 szeregowców) został skierowany do obozu wojskowego w Xertigny k. Epinatu, gdzie stanowił bazę dla formującego się tu pułków piechoty "Błękitnej Armii".

## Żołnierze pułku
| Dowódcy pułku | Dowódcy pułku     | Dowódcy pułku          | Dowódcy pułku      |
| stopień       | imię i nazwisko   | okres pełnienia służby | kolejne stanowisko |
| ------------- | ----------------- | ---------------------- | ------------------ |
| por.          | Stefan Kluczyński | XII 1918 –             |                    |